# Schloss Naslitz

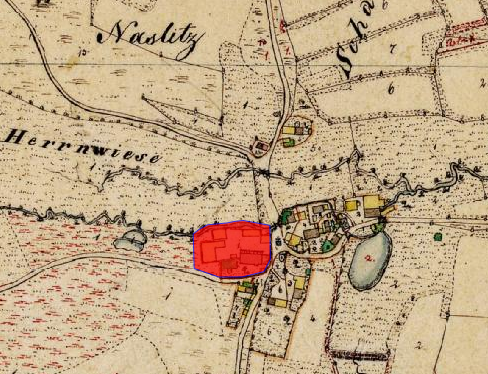
Lageplan von Schloss Naslitz auf dem Urkataster von Bayern

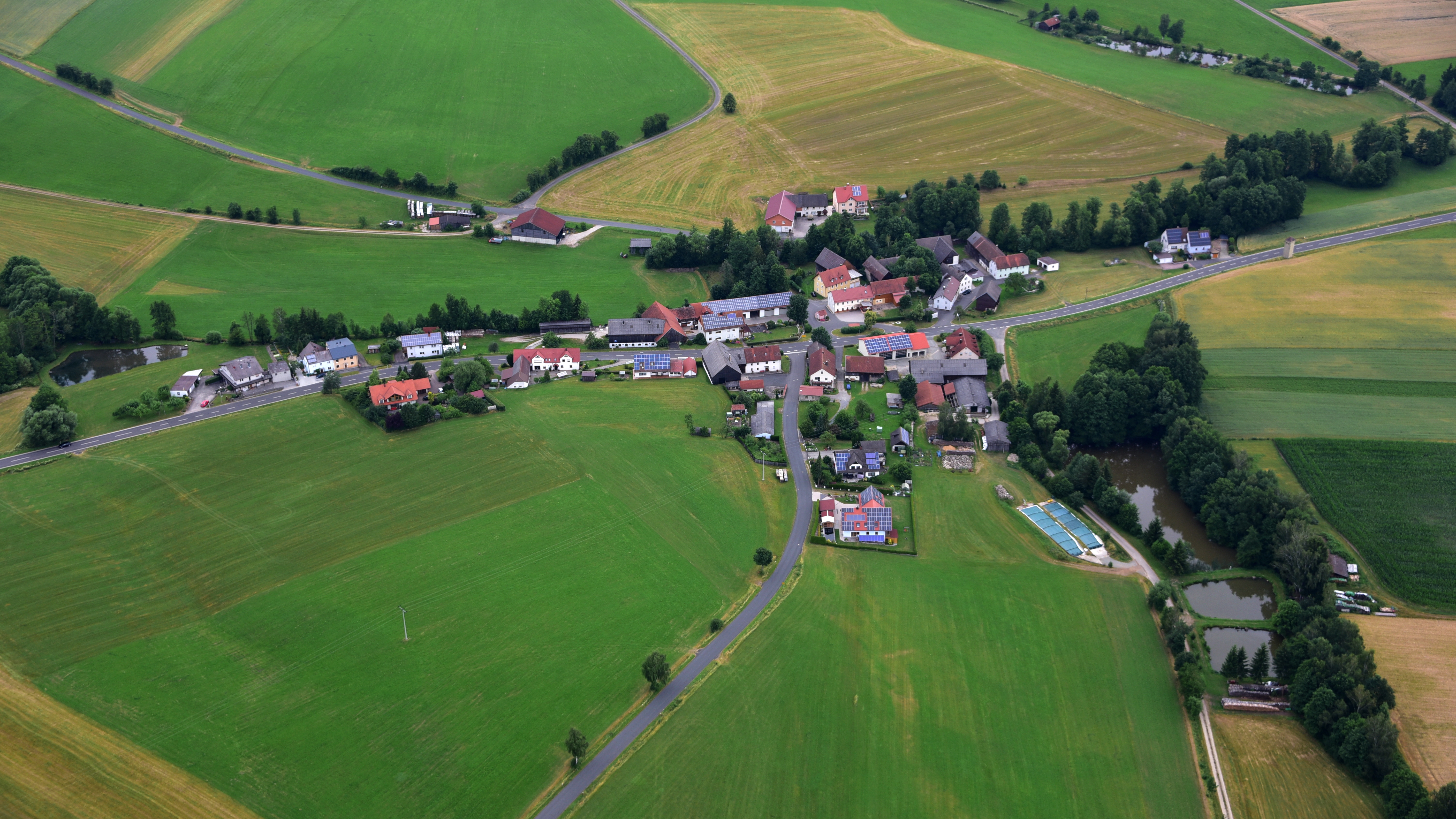
Luftaufnahme von Naslitz (2016)

Das abgekommene Schloss Naslitz (bzw. das ehemalige Landsassengut Naslitz) liegt in Naslitz (Creußenstarße 6), einem Gemeindeteil der Gemeinde Schlammersdorf im oberpfälzischen Landkreis Neustadt an der Waldnaab. „Untertägige Befunde des abgebrochenen Schlosses und ehemaligen Landsassengutes Naslitz, zuvor ein spätmittelalterlicher Adelsitz“ werden als Bodendenkmal unter der Aktennummer D-3-6136-0022 geführt.

## Geschichte
Naslitz war einer der vier Adelssitze rund um Schlammersdorf (Schloss Schlammersdorf, Schloss Ernstfeld, Schloss Menzlas, Schloss Höflas), die zum Teil die gleiche Besitzergeschichte haben.
1358 erscheint ein Hans von Neysess und sein Sohn Heinrich, die dem Kloster Speinshart zu ihrem Seelenheil den Zehent über die Rote Mühl bei Neusess übertragen. 1404 sind hier die Nankenreuter, 1470 die Schirntinger ansässig. 1503 bis 1507 wird hier Hans von Aufsees als Ritter von Newseß genannt. 1518 bis 1530 ist hier ein Cunz von Rusenbach zum Newseß, dann bis 1550 Wolff von Truppach zum Newseß und ab 1550 Christoffen von Truppach zum Newseß Erben. 1566 tritt hier Hans Muffel zum Newsess auf und ab 1570 Hans Wolf Muffel. 1584 werden dem Hans Muffel von Göppmannsbühl ein Lehensbrief über Naslitz, fünf Güter und eine gutseigene Mühle ausgestellt. 1599 wird nochmals ein Hans Wolf Muffel erwähnt. Ab 1607 ist das Gut im Besitz des Philipp von Brandt zu Biberswöhr; ihm folgt 1612 Fabian von Brandt nach. 1615 wird hier Ludwig von Preißig genannt und 1620 sowie 1628 Hans Christoph Muffel. Sein Nachfolger wird 1652 Hans Adrian  von Muffel über Biberswöhr und Neußlaß. 1680 verkauft dieser den Sitz an Achaz von Lindenfels zu Thumsenreuth; 1690 wird noch ein Jobst Bernhard von Lindenfels genannt. 1693 ist die Hofmark im Besitz des Christoph Erdmann von Brandt, auf den Georg Erdmann von Brandt nachfolgt. Nachdem dieser 1708 verstirbt, sind hier Johann Paul von Brandt auf Naslitz und seine Frau Sophia Salome Gravenreuth auf Curbersdorf ansässig. 1728 wird hier Johann Adolph Gottfried von Brandt genannt.
1738 verkauft Johann Adolf Gottfried von Brandt das Gut an Johann Christoph Ferdinand von Miller auf Ammerthal und Fronhofen. Ihm folgt seine Witwe Maria Johanna von Miller, geborene Edelburg zu Thurndorf, nach. 1774 übernimmt Franz Josef von Miller aus Ammerthal und Fronhofen von der Erbengemeinschaft den Sitz, der auch noch 1812 als Besitzer des Hofmarkschlosses (Ruine) genannt wird. Auf diesen folgen zwei weitere Generationen der Millers, bis 1872 Adolph von Gravenstein das Anwesen erwirbt und danach zertrümmert. 1875 erwerben Johann Michael und Franziska Höning das Wohngebäude und verschiedene Grundstücke. In der Folge wechseln sich zahlreiche Besitzer ab, bis 1950 August Helldörfer und seine Frau Elisabeth den Besitz übernehmen. 1977 folgen diesen Herbert und Gertraud Helldörfer nach.

## Baulichkeit
Das Schloss Naslitz lag, wie auch das benachbarte Schloss Menzlas, an der Creußen etwa 2200 m westlich der Pfarrkirche St. Lucia von Schlammersdorf. Der Edelsitz wurde 1964 abgebrochen und an seiner Stelle wurde ein neues Wohnhaus errichtet. Als letzter Rest blieb ein Teil der ehemaligen Umfriedungsmauer stehen; auf dieser wurde eine Muttergottesstatue angebracht. In unmittelbarer Nähe befindet sich die Herz-Jesu-Kapelle von Naslitz.